# Vertavillo
Vertavillo is een gemeente in de Spaanse provincie Palencia in de regio Castilië en León met een oppervlakte van 57,36 km². Vertavillo telt 203 inwoners (1 januari 2016).

## Demografische ontwikkeling
Bron: INE, 1857-2011: volkstellingen